# Elbil Norge

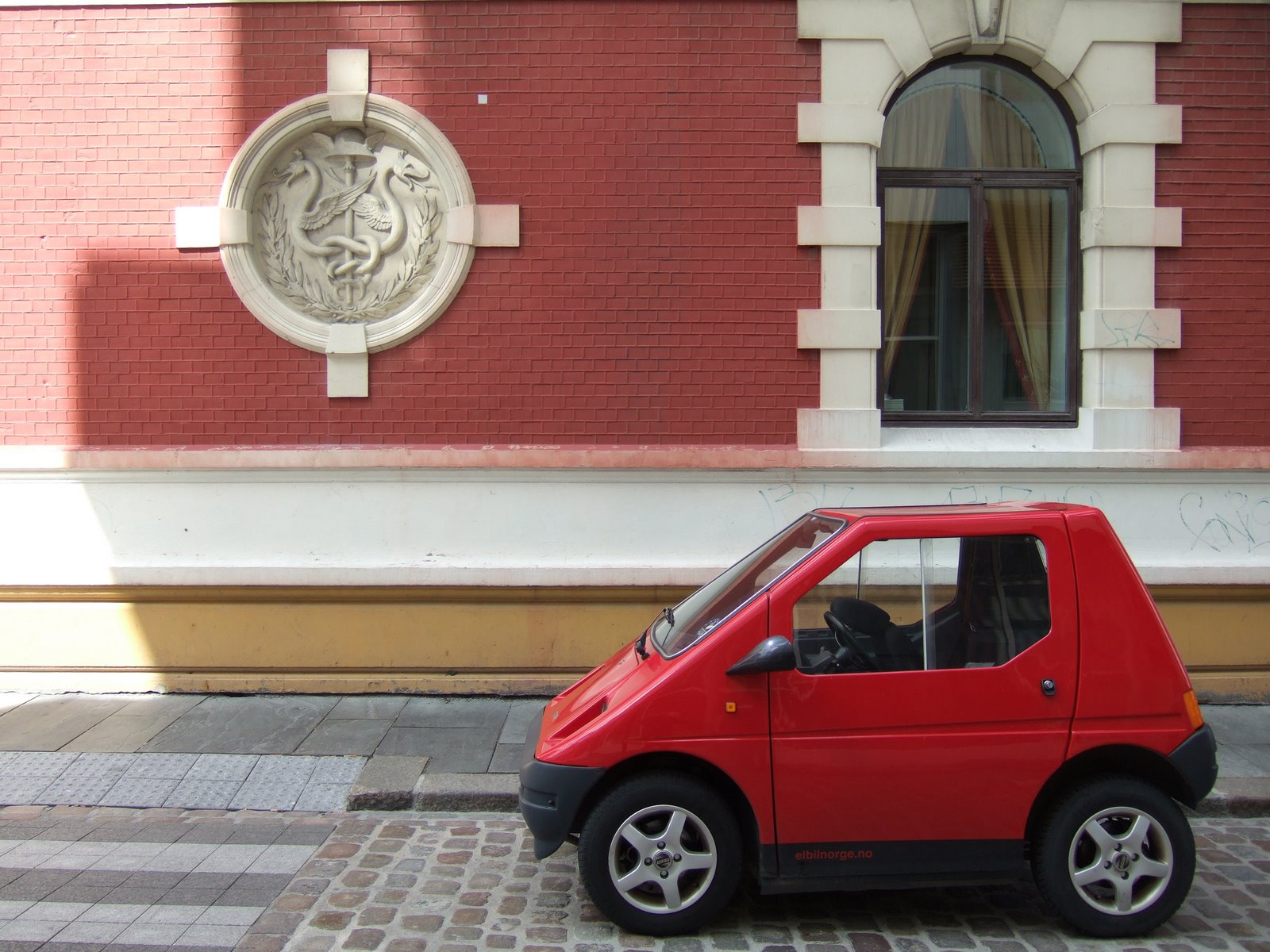
Kewet Buddy na norweskiej ulicy

Elbil Norge – dawny norweski producent elektrycznych mikrosamochodów z siedzibą w Oslo, działający w latach 1992–2005. Oferował samochody pod marką Kewet.

## Historia
Norweskie przedsiębiorstwo Kollega Bil powstało w Oslo w 1992 roku, za cel obierając dystrybucję w tym kraju elektrycznych mikrosamochodu duńskiej firmy Kewet Industri o nazwie Kewet El-Jet. Taki profil działalności zachowano przez kolejne 6 lat, aż do momentu gdy duński partner ogłosił bankructwo. Wówczas Kollega Bil nabyło prawa do kontynuacji produkcji samochodu w Norwegii, wciąż pod marką Kewet, lecz tym razem jako Kewet Buddy. 
Wraz ze zmianą profilu działalności z dystrybutora na producenta, norweskie przedsiębiorstwo zmieniło nazwę na Elbil Norge. Produkcja Buddy'ego trwała nieprzerwanie przez kolejne 7 lat, kończąc się w dotychczasowym kształcie w 2005 roku. Wówczas projekt przejęło kolejne, tym razem inne norweskie przedsiębiorstwo – Electric Car Norway. 

### Dalsza historia
Nowy właściciel praw do produkcji elektrycznego mikrosamochodu kontynuował produkcję Keweta Buddy pod skróconą nazwą Buddy przez kolejne 4 lata w lekko zmodernizowanej formie. Następnie, w 2009 roku tym razem gruntownie przeprojektował on konstrukcję wytwarzaną dotąd w niezmienionej formie od 1991 roku, planując pierwotnie zmienić nazwę pojazdu na MetroBuddy, jednak ostatecznie poprzestano na dotychczasowym Buddy.

## Modele samochodów

### Historyczne
- Buddy (1998–2005)